# Mesopotamia (Argentinien)

Lage des argentinischen Mesopotamia

Die argentinische Landschaft Mesopotamia liegt zwischen den zwei Flüssen Río Paraná und Río Uruguay.
Mesopotamia setzt sich aus drei Provinzen zusammen, diese sind (von Süden nach Norden):
- Entre Ríos, Flachland mit Gras und Palmenwäldern
- Corrientes, Flachland, großteils sumpfig
- Misiones, hügelig und bewaldet

## Klima
Klimatisch ist das Gebiet den Subtropen zuzuordnen, ohne ausgeprägte Regenzeit. Die Sommertemperaturen liegen zwischen 30 und 40 °C, die Wintertemperaturen zwischen 15 und 25 °C.

## Bevölkerung
Da es keine Brücke über den Río Paraná gab, war das Gebiet lange vom Rest Argentiniens isoliert, deshalb wurde es auch erst recht spät besiedelt. Die Einwanderer kamen zum großen Teil aus Russland, Deutschland, Polen und Asien.

## Geografie
Die größten Städte sind
- Corrientes
- Posadas
- Paraná

- Concordia
- Gualeguaychú

## Literarische Rezeption
Der uruguayisch-argentinische Schriftsteller Horacio Quiroga (1878–1937) hat der Region in seinem Werk ein literarisches Denkmal gesetzt.